# 일라이자 샘
일라이자 샘(Eliza Sam, 중국어: 岑麗香, 병음: Sam Lai Heung, 1984년 11월 17일 ~ )은 홍콩에서 활동하는 캐나다의 배우이다.